# Alexei Wassiljewitsch Kamenski
Alexei Wassiljewitsch Kamenski (auch Kamensky, russisch Алексей Васильевич Каменский; * 30. Juni 1927 in Sochumi, Abchasische Sozialistische Sowjetrepublik; † 25. Oktober 2014) war ein russischer Künstler.

## Leben
Alexei Kamenski wurde 1927 in Sochumi am Schwarzen Meer als Sohn des Dichters Wassili Kamenski und der Opernsängerin Augusta Kastorski geboren. Im Moskauer Haus der Pioniere erhielt er von darstellenden Künstlern seinen ersten Zeichenunterricht. Mit zwölf Jahren wurde Alexei Kamenski am Künstlerischen Gymnasium in Moskau aufgenommen. Von 1945 bis 1951 studierte er am Surikow-Kunstinstitut in Moskau. Ab 1958 war Kamenski Mitglied des Künstlerverbandes der UdSSR. Er lebte und arbeitete als freier Künstler in Moskau.

## Ausstellungen
- 1988 Moskau. Gruppenausstellung im Zentralen Haus des Künstlers
- 1991 Moskau. „Andere Kunst“, Tretjakow-Galerie
- 2001/02 Sankt Petersburg. Abstraktion in Russland, Russischen Museums
- 2005/06 Moskau. Revision of Material, Tretjakow-Galerie
- 2006 Zürich. Nadja Brykina Gallery. Retrospektive
- 2010/11 Moskau. The art of healing and collecting art, Russische Kunstakademie

## Sammlungen
- Tretjakow-Galerie, Moskau.
- Russisches Museum, Sankt Petersburg.